# Slovenia International 2000
Die Slovenia International 2000 im Badminton fanden vom 19. bis zum 22. Oktober 2000 in Ljubljana statt.

## Sieger und Platzierte
| Disziplin    | Gold                        | Silber                            | Bronze                                     |
| ------------ | --------------------------- | --------------------------------- | ------------------------------------------ |
| Herreneinzel | Colin Haughton              | Conrad Hückstädt                  | Klaus Raffeiner                            |
| Herreneinzel | Colin Haughton              | Conrad Hückstädt                  | Jürgen Koch                                |
| Dameneinzel  | Anne Marie Pedersen         | Susan Hughes                      | Fiona Sneddon                              |
| Dameneinzel  | Anne Marie Pedersen         | Susan Hughes                      | Markéta Koudelková                         |
| Herrendoppel | Mathias Boe Michael Jensen  | Kristian Langbak Peter Steffensen | Robert Blair Russell Hogg                  |
| Herrendoppel | Mathias Boe Michael Jensen  | Kristian Langbak Peter Steffensen | José Antonio Crespo Sergio Llopis          |
| Damendoppel  | Britta Andersen Lene Mørk   | Julie Houmann Anne Marie Pedersen | Tinka Pelhan Maja Pohar                    |
| Damendoppel  | Britta Andersen Lene Mørk   | Julie Houmann Anne Marie Pedersen | Erla Björg Hafsteinsdóttir Kirsteen McEwan |
| Mixed        | Mathias Boe Britta Andersen | Russell Hogg Kirsteen McEwan      | Andrej Pohar Maja Pohar                    |
| Mixed        | Mathias Boe Britta Andersen | Russell Hogg Kirsteen McEwan      | Michael Jensen Julie Houmann               |